# Карапикуиба
Карапикуиба (порт. Carapicuíba) — муниципалитет в Бразилии. входит в штат Сан-Паулу. Составная часть мезорегиона Агломерация Сан-Паулу. Находится в составе крупной городской агломерации Região Metropolitana de São Paulo. Входит в экономико-статистический микрорегион Озаску, который входит в Агломерация Сан-Паулу. Население составляет 389 634 человека на 2006 год. Занимает площадь 34,967 км². Плотность населения — 11.141,9 чел./км².
Праздник города — 26 марта.

## История
Город основан в 1580 году.

## Статистика
- Валовой внутренний продукт на 2003 составляет 1.318.437.991,00 реалов (данные: Бразильский институт географии и статистики).
- Валовой внутренний продукт на душу населения на 2003 составляет 3.573,20 реалов (данные: Бразильский институт географии и статистики).
- Индекс развития человеческого потенциала на 2000 составляет 0,793 (данные: Программа развития ООН).